# Santa Casa de Misericórdia

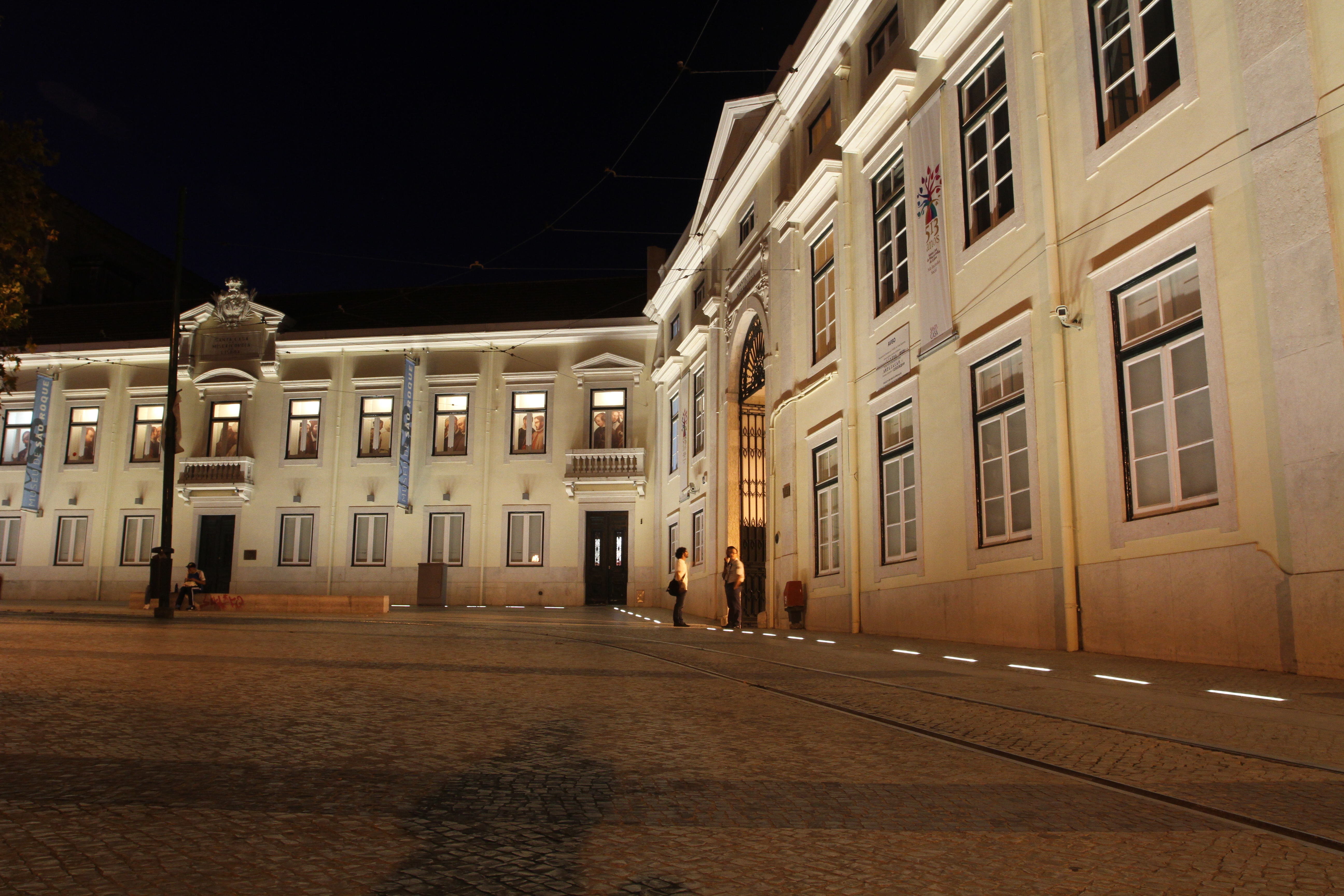
Hauptsitz des Santa Casa da Misericórdia de Lisboa, 1498 gegründet in Lissabon.

Das Santa Casa de Misericórdia (deutsch: Heiliges Haus der Barmherzigkeit) ist eine jahrhundertealte katholische Einrichtung der Gesundheitsfürsorge in Portugal, die sich später auch in allen größeren Städten des Landes sowie in den damaligen Kolonien in Amerika, Afrika und Asien etablierte und dort auch heute noch eine sehr wichtige Rolle einnimmt. Die Gründung geht auf das Jahr 1498 zurück, als Pater Miguel Contreiras die Santa Casa da Misericórdia de Lisboa mit Unterstützung von Königin Eleonore von Portugal, deren Beichtvater er war, ins Leben rief.

## Historie

### Vorgeschichte

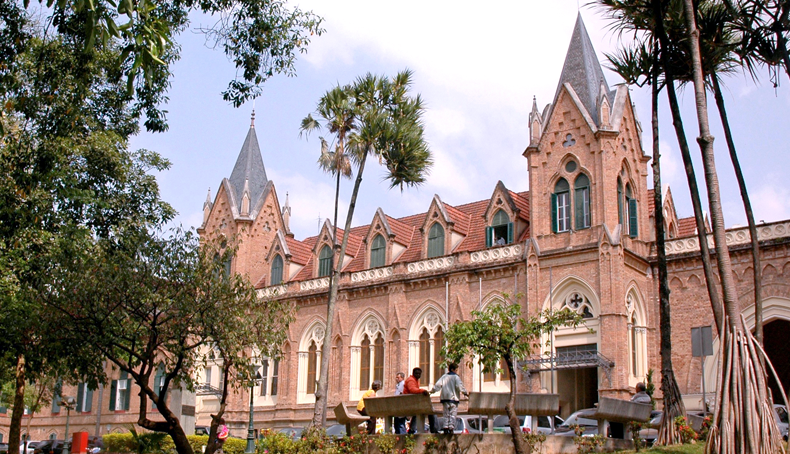
Das Zentralkrankenhaus der Irmandade da Santa Casa de Misericórdia de São Paulo, gegründet 1562 in São Paulo.

Die Entwicklung der maritimen Expansion im 15. Jahrhundert, der Häfen und der Handelstätigkeiten Portugals, begünstigte den Zustrom von Menschen in die städtischen Gebiete, wie das mit Lissabon der Fall war. Menschen kamen in großer Zahl, um Arbeit oder Bereicherung zu suchen, jedoch oftmals ohne Erfolg. Ihre Lebensbedingungen verschlechterten sich zunehmend. Die Straßen Lissabons verwandelten sich in Brutstätten von Promiskuität und Krankheiten, mit einer großen Zahl von Bettlern und Findelkindern.
Unzählige Schiffbrüche bei Schlachten auf hoher See trugen dazu bei, dass eine große Zahl von mittellosen Witwen und Waisen Hilfe benötigten. Zudem war die Lage der Häftlinge in den Gefängnissen des Königreichs erbärmlich. So entstanden unter Leitung der Barmherzigen Schwestern Stiftungen und Krankenhäuser im ganzen Land. Die Schwestern des Santa Casa da Misericórdia de Lisboa waren damals die Einzigen, die sich um die Gesundheit der Bevölkerung bemühten. Man kann sie als die älteste noch aktive NGO der Welt bezeichnen, wenn nicht sogar als die erste.

### Beginn
Die « Bruderschaft Unserer Lieben Frau, der Mutter Gottes, Jungfrau Maria der Barmherzigkeitbel » formierte sich am 15. August 1498 in der Kapelle der Kathedrale von Lissabon. Die Gründer waren eine Gruppe von Laien und Mönchen des Trinitarier-Ordens. Die Mitgliedschaft wurde auf 50 Adlige und 50 Bürger limitiert und die Gründung vom Bruder der Königin König Manuel I. bestätigt. Das erklärte Ziel der Bruderschaft war, den Bedürftigen geistige und materielle Hilfe zu leisten. Von diesem bescheidenen Ursprung sprang die Idee in die gesamte portugiesischsprachige Welt über und verbreitete sich. Im Laufe der Neuzeit waren die Santas Casas de Misericórdia die wichtigsten Institutionen für die Armen des portugiesischen Reiches.
Auf der Grundlage des Modells von Lissabon wurden ähnliche Einrichtungen organisiert, mit dem Ziel nach den 14 Werken der Barmherzigkeit Nächstenliebe zu üben. Trotzdem waren die „Misericórdias“ sehr unterschiedlich. Die Geschichte der Barmherzigkeit ist nur verständlich vor dem Hintergrund der älteren Vergangenheit der karitativen Tätigkeit in Europa.

### Gegenwart

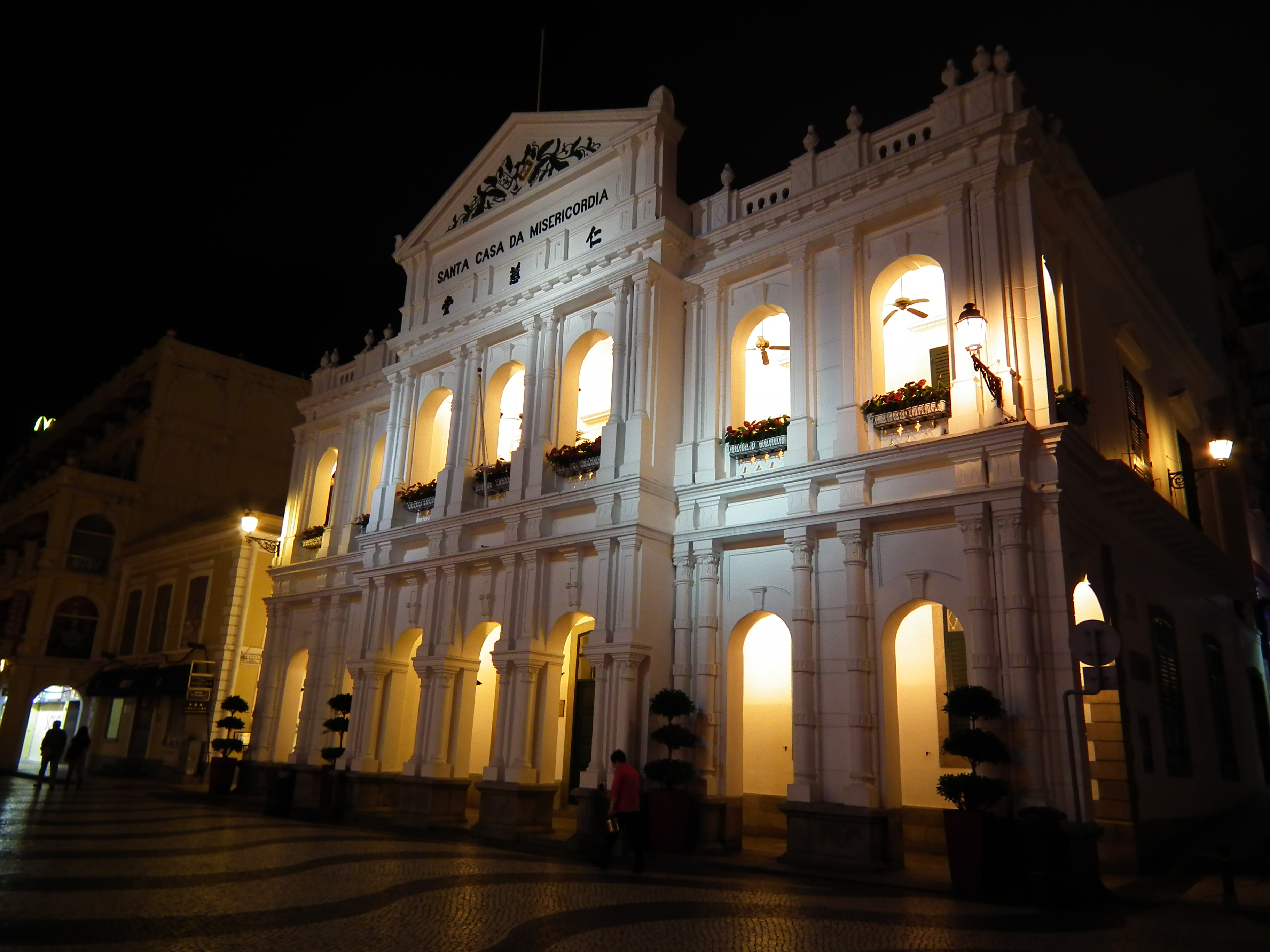
Das Santa Casa da Misericórdia de Macau, 1569 gegründet in Macau.

Alle Santas Casas de Misericórdia weltweit sind in der Regel Non-Profit-Organisationen, die sich der Finanzierung von im öffentlichen Interesse stehenden Fällen widmen. Sie werden von der Kirche oder dem Staat nicht überwacht. Als „Wiege des Gesundheitssystems“ sind sie als sehr angesehene Institution heute noch über ganz Portugal verstreut und darüber hinaus aktiv. Zweige der Bruderschaft reichen von Nagasaki (Japan) und ganz Brasilien, über Goa, Macau bis hin zu den anderen Portugiesisch sprechenden Ländern Afrikas (Guinea-Bissau, Kap Verde, Angola, Mosambik) und Asiens (Osttimor).
In Portugal gelten sie als eine sehr angesehene Institution und juristische Person des Privatrechts. Sie sind Teil der öffentlichen Verwaltung, vom Staat unter den jeweiligen Statuten durch das Gesetzesdekret Nr. 235/2008 vom 3. Dezember 2008 genehmigt. Auch hat die SCM in Lissabon das ausschließliche Recht im gesamten nationalen Territorium unter dem Namen Jogos da Santa Casa Lotterien wie die Euromillionen zu organisieren und zu betreiben.